# Judith Kerr

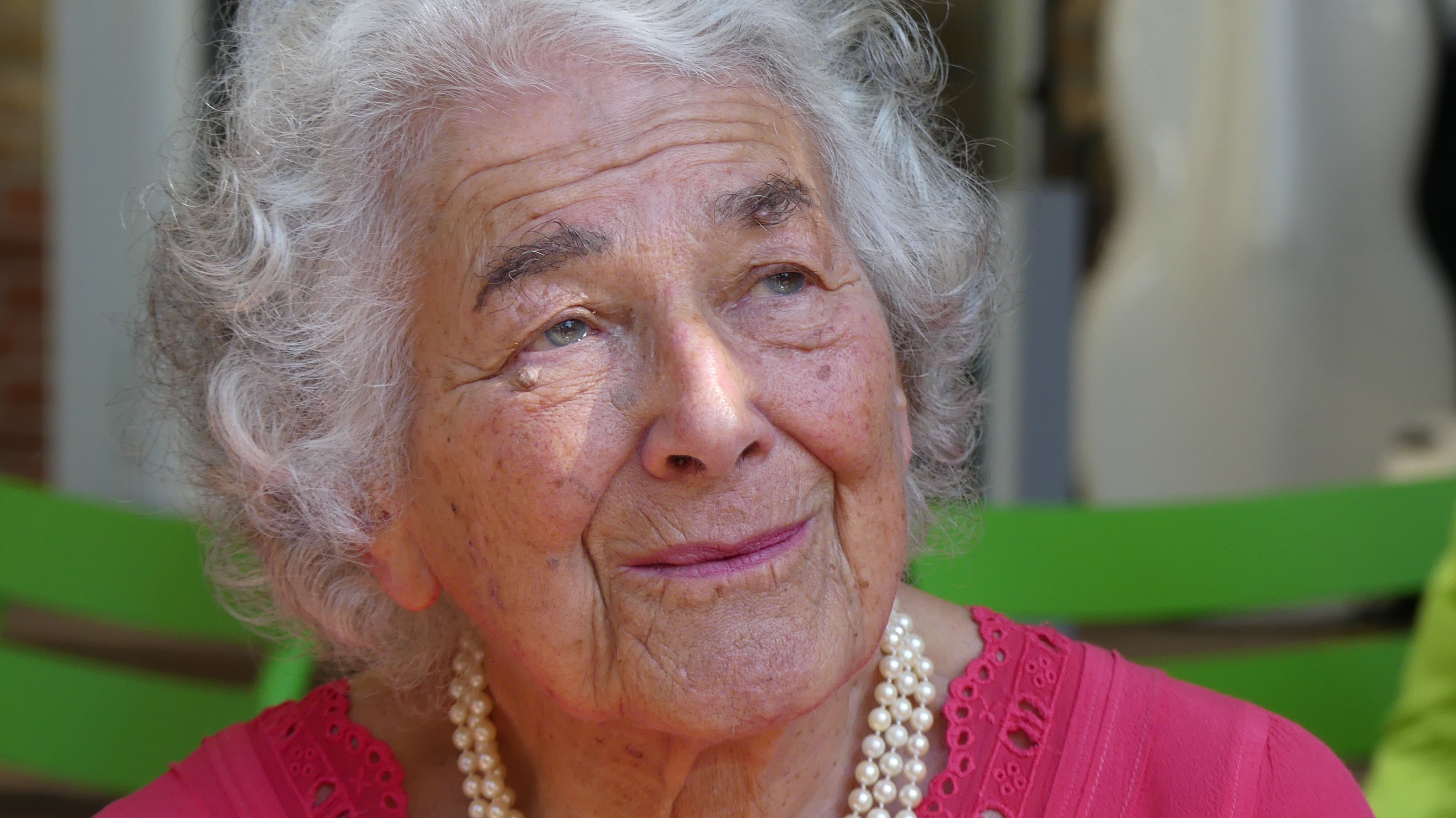
Judith Kerr (2016)

Anna Judith Gertrud Helene Kneale-Kerr OBE (* 14. Juni 1923 in Berlin; † 22. Mai 2019 in London), bekannt als Judith Kerr, war eine britische Illustratorin und Schriftstellerin deutscher Herkunft. In Deutschland wurde sie vor allem durch ihre Jugendbücher bekannt. Darin beschrieb sie die Flucht ihrer jüdischen Berliner Familie 1933 aus dem Deutschen Reich über verschiedene Länder bis nach England und ihr Leben im Exil ab 1933.

## Leben
Judith Kerr war die Tochter des Theaterkritikers Alfred Kerr und seiner Frau, der Komponistin Julia Kerr, geborene Weismann, sowie die Schwester von Sir Michael Kerr. Im Jahre 1931 erzählte sie dem Journalisten Alfred Joachim Fischer über ihren Vater:

„Eigentlich heiße ich ja Anna Judith, aber mein Vati nennt mich nur Puppi, Puppe, Puppenmops – das klingt auch viel schöner und zärtlicher. Ob der Vati viel Zeit für uns hat? Leider nicht, er muß nämlich den ganzen Tag ‚Kitriken‘ schreiben. Meine Freunde habe ich natürlich alle sehr gern, aber den Vater noch viel lieber. […] [Streng sein kann der Vati] [n]ur ganz selten, noch weniger als die Mutti, und hauen tut er niemals… Ich darf eigentlich alles, nur den Magen soll ich mir nicht verderben, Papas Figuren nicht anfassen und wenn er ‚Kitriken‘ schreibt […] muß ich still sein.“

Im Jahr 1933 floh die Familie Kerr nach der Machtergreifung der Nationalsozialisten in die Schweiz. Nach einigen Tagen in einem Hotel in Zürich folgte ein Aufenthalt in Cassarate bei Lugano im Kanton Tessin, wo Kerr an einer lebensgefährlichen Virusinfektion erkrankte. Nach ihrer Genesung ließen sich Kerrs für mehrere Monate im Gasthof „Sonne“ in Küsnacht nieder. Von hier aus besuchte Judiths Bruder Michael die Kantonsschule in Zürich, Judith die Küsnachter Primarschule. In dieser Zeit befreundete sie sich eng mit Rosemarie und Werner, den Kindern des „Sonnen“-Wirts Edouard Guggenbühl-Heer, der die Familie auch nationalsozialistischen Gästen aus Deutschland gegenüber entschieden verteidigte. Im Herbst folgte Julia Kerr mit den Kindern ihrem Gatten für zwei Jahre nach Paris, wo Judith zwei Jahre die Schule besuchte und Französisch lernte. 1935 zog die Familie nach England, wo sie in London zunächst in einem kleinen Hotel wohnte. Ihre wirtschaftliche Situation blieb prekär: „Man fürchtete seine Konkurrenz und war nicht bereit, den eigenen kleinen Ruhm an seinem grossen versengen oder gar verbrennen zu sehen. Peinlich und deprimierend mutet es an, wenn der einst umschwärmte Literat nicht nur in der Schweiz, sondern später auch in Frankreich und England Absage um Absage erhielt und sich mit den billigsten Verlegerphrasen abspeisen lassen musste.“
Während des Zweiten Weltkriegs arbeitete Kerr beim Roten Kreuz. 1947 erhielt sie die britische Staatsbürgerschaft. Kerr besuchte mithilfe eines Stipendiums die Central School of Arts and Crafts und arbeitete nebenher bei einem Möbelstoffproduzenten und entwarf Stoffmuster. Nach Beendigung des Studiums war sie kurze Zeit als Kunstlehrerin angestellt. Ab 1952 war sie als Redakteurin und Lektorin für den Sender BBC tätig. Dort lernte sie ihren Mann, den britischen Fernsehautor Nigel Kneale, kennen. Mit ihm war sie von 1954 bis zu seinem Tod im Jahr 2006 verheiratet. Gleichzeitig schrieb und illustrierte sie als freiberufliche Malerin und Textdesignerin zahlreiche Kinderbücher.
1958 und 1960 wurden die Kinder der Eheleute geborenː die Schauspielerin und Malerin Tacy Kneale und der Schriftsteller Matthew Kneale.
Judith Kerr war Mitglied im PEN-Zentrum Deutschland. Sie lebte ab 1935 in London, wo sie im Mai 2019 im Alter von fast 96 Jahren nach kurzer Krankheit starb.

## Schriftstellerische Tätigkeit
In England wurde Judith Kerr durch ihre selbst illustrierten Bilderbücher berühmt, vor allem Ein Tiger kommt zum Tee (1968), das 2019 verfilmt wurde, und die Serie mit dem Kater Mog, von der ab 1970 17 Bände erschienen sind. Kerr liebte es nach eigenen Angaben, Geschichten durch Bilder zu erzählen. Mit Worten sei sie nicht nur aus Rücksichtnahme auf die Schwierigkeiten des Lesenlernens sparsam, sondern dies sei auch auf Stilideale aus ihrer Kindheit zurückzuführen, unter anderem Die Abenteuer des Tom Sawyer. Als ihr Vorbild nannte sie den Kinderbuchautor Dr. Seuss.
Im Jahr 1971 veröffentlichte Kerr Als Hitler das rosa Kaninchen stahl. Hier wie in den beiden folgenden Büchern Warten bis der Frieden kommt (1975) und Eine Art Familientreffen (1979) verarbeitete sie fast vierzig Jahre später Erinnerungen an die Flucht ihrer Familie aus dem nationalsozialistischen Deutschland und die Zeit im Exil aus der Sicht der jungen Protagonistin.
Neben diesen drei Romanen veröffentlichte Kerr in England bis ins hohe Alter Kinderbücher, die nicht alle in Deutschland erschienen. Des Weiteren arbeitete sie als Drehbuchautorin für die BBC in London.
Zu ihren Lebzeiten wurden Kerrs Bücher in 25 Sprachen übersetzt und insgesamt über zehn Millionen Exemplare verkauft.

## Werke (Auswahl)

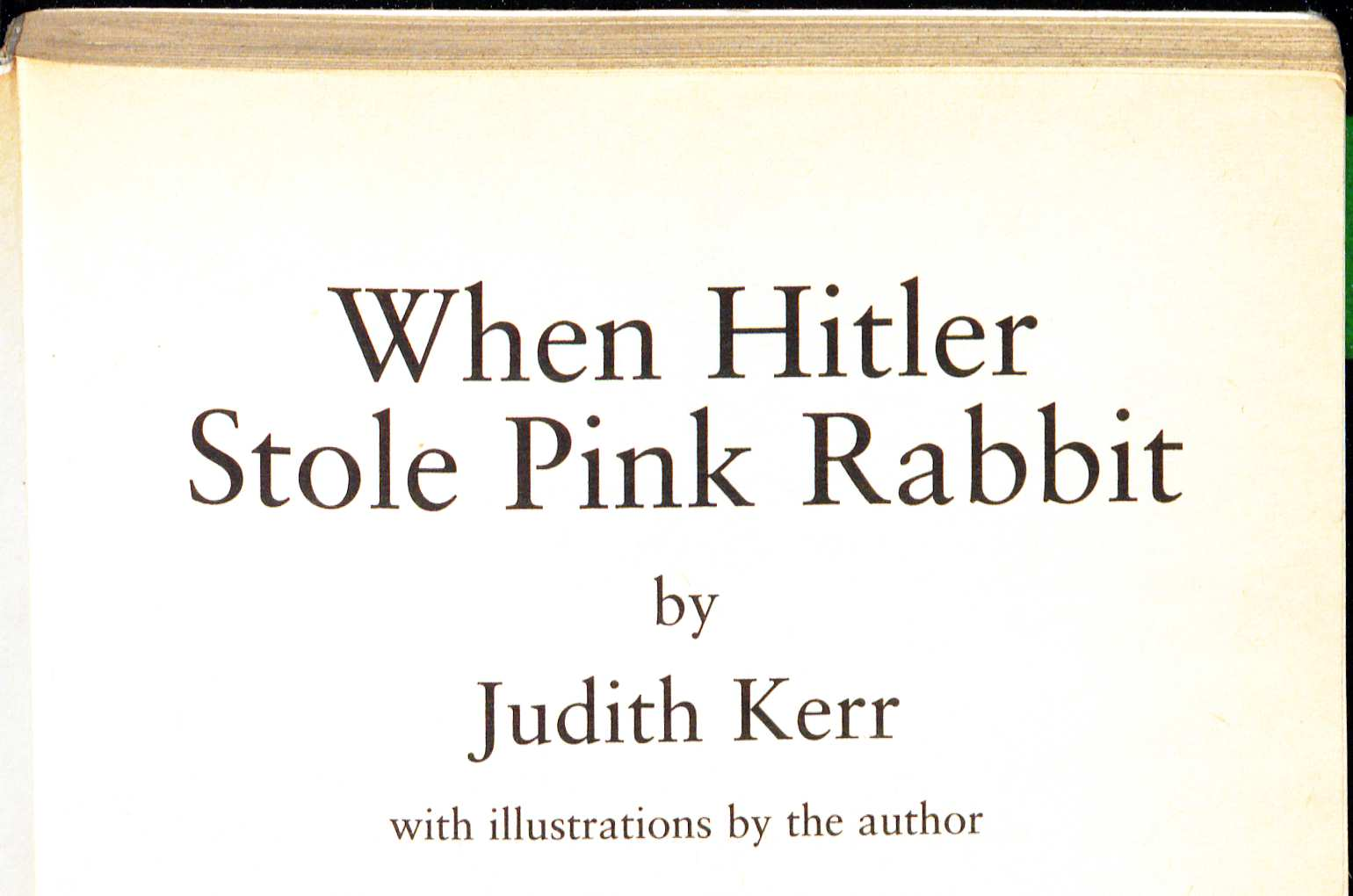
Als Hitler das rosa Kaninchen stahl (Ausgabe 2002, ohne die Titelzeichnung von Judith Kerr)

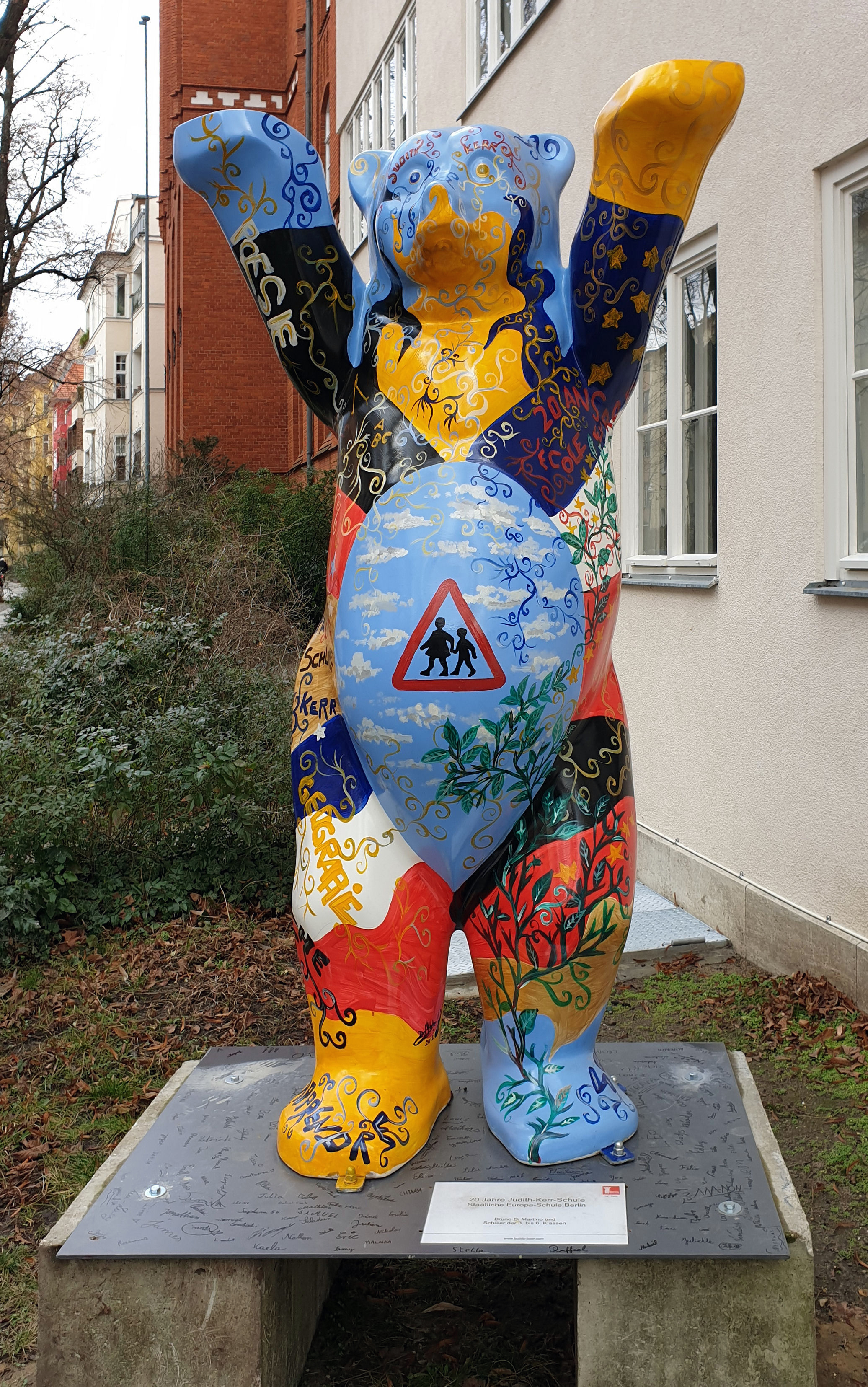
Buddy Bär vor der Judith-Kerr-Schule in Berlin-Schmargendorf

### Rosa Kaninchen-Trilogie
- Als Hitler das rosa Kaninchen stahl. Übersetzung von Annemarie Böll. Erstausgabe. Maier Verlag, Ravensburg 1973, ISBN 3-473-35007-9.  Neuausgabe: Ravensburger Buchverlag, Ravensburg 2008, ISBN 978-3-473-54321-2 (auch von Martin Held als Hörbuch gelesen).
  - Original: When Hitler Stole Pink Rabbit. Puffin Books, New York 1971, ISBN 0-14-241408-5.
- Warten bis der Frieden kommt (The other way round, später auch unter dem Titel Bombs on Aunt Dainty). Deutsch von Annemarie Böll. Ravensburger Buchverlag, Ravensburg 2004, (1. Aufl. 1975) ISBN 3-473-58004-X.
- Eine Art Familientreffen (A small person far away). Ravensburger Buchverlag, Ravensburg 2004 (1. Aufl. 1979), ISBN 3-473-58005-8.

#### Verfilmungen
- Als Hitler das rosa Kaninchen stahl wurde 1978 vom WDR für die ARD unter der Regie von Ilse Hofmann – zum Teil an Originalschauplätzen – verfilmt. Die Erstausstrahlung erfolgte am 25. Dezember 1978. In den Hauptrollen spielten Martin Benrath und Elisabeth Trissenaar die Eltern sowie Ariane Jeßulat und Alexander Rosenberg die Kinder Anna und Max, ferner Miriam Spoerri in einer weiteren Rolle.
- 2019 kam eine von der Sommerhaus Filmproduktion GmbH produzierte Neuproduktion in die Kinos. Regie führte Caroline Link, die mit Anna Brüggemann auch das Drehbuch verfasste. Die Rolle der Anna übernahm Riva Krymalowski.

### Sonstige
- Mog, der vergessliche Kater (Mog, the forgetful cat). Maier, Ravensburg 1977, ISBN 978-3-473-33633-3.
- Mog und das Baby (Mog and the Baby). Maier, Ravensburg 1979, ISBN 978-3-473-33652-4.
- Ein Tiger kommt zum Tee (The Tiger who came to tea). Maier, Ravensburg 1979, ISBN 3-473-33641-6. Knesebeck Verlag 2012, ISBN 978-3-86873-452-2.
- Mog feiert Weihnachten. Maier, Ravensburg 1983, ISBN 978-3-473-44628-5.
- Eine eingeweckte Kindheit. [Vortrag im Rahmen der „Berliner Lektionen“ am 7. Oktober 1990 im Berliner Renaissance-Theater] Argon, Berlin 1990.
- … und da war die Arche weg (When Mrs. Monkey lost the ark). Maier, Ravensburg 1993, ISBN 3-473-33479-0.
- Geschöpfe. Mein Leben und Werk (Judith Kerr's Creatures). Übersetzung: Ute Wegmann. edition memoria, Hürth Rheinl. 2018, ISBN 978-3-930353-37-8.
- Ein Seehund für Herrn Albert (Mister Cleghorn's Seal). FISCHER Sauerländer, Frankfurt am Main 2016, ISBN 978-3-7373-5445-5.
- Meine Katze Katinka (Katinka’s Tail). Übersetzung: Mathias Jeschke. FISCHER Sauerländer, Frankfurt am Main 2018, ISBN 978-3-7373-5577-3.
- The Curse of the School Rabbit. Harper Collins, London 2019.

## Würdigungen
Für ihre Bücher wurde Kerr mit vielen Preisen ausgezeichnet; unter anderem erhielt sie 1974 den Deutschen Jugendliteraturpreis für Als Hitler das rosa Kaninchen stahl.
Die Judith Kerr Primary School in London sowie Grundschulen in Berlin-Schmargendorf (Judith-Kerr-Grundschule) und Frankfurt-Riedberg tragen ihren Namen.
2012 wurde Kerr for services to children’s literature and holocaust education zum Officer of the Order of the British Empire ernannt.